# 配水庫

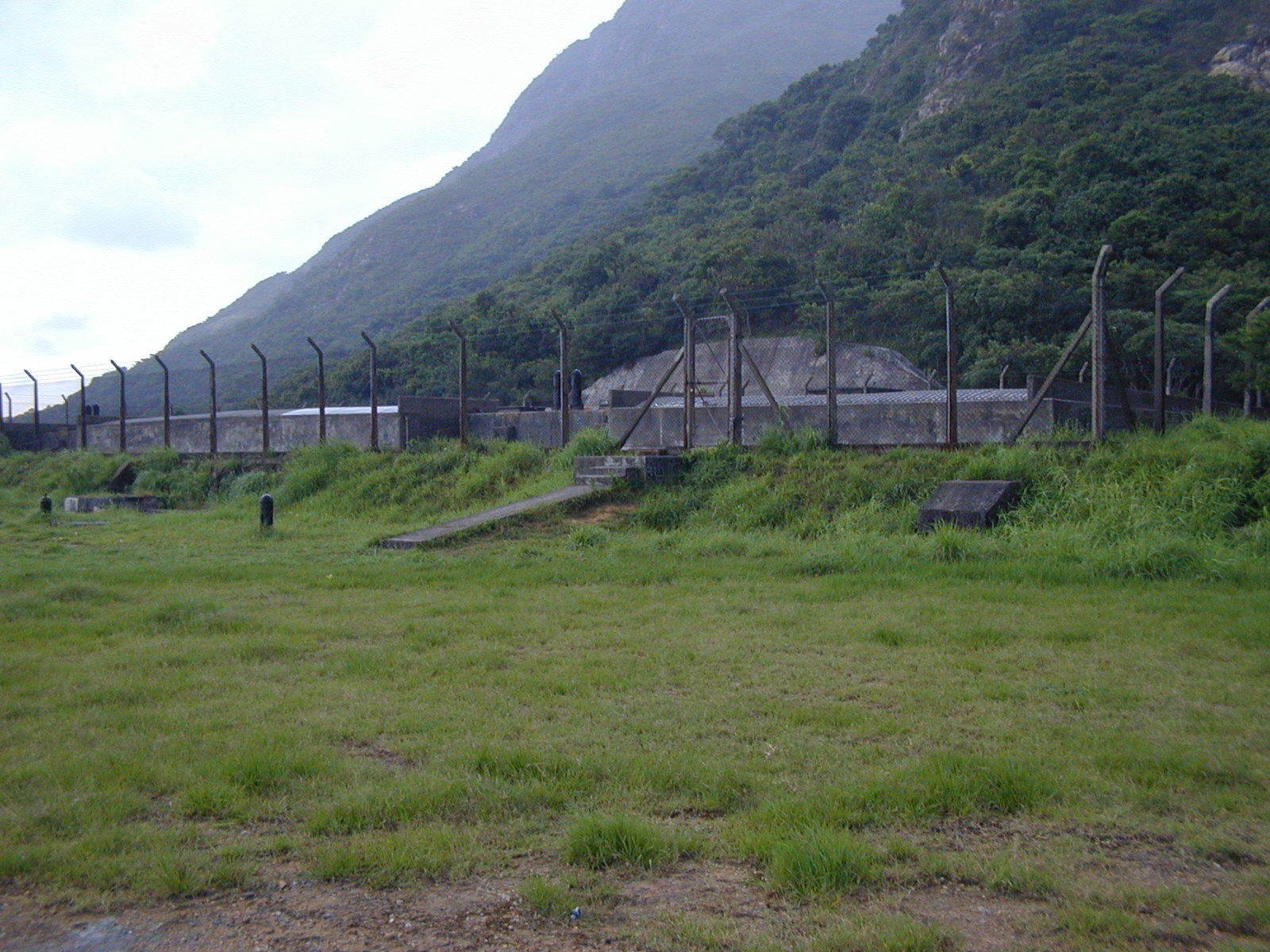
香港薄扶林一號配水庫

配水庫（英文：Service reservoir）是一種水庫，用作儲存已處理的自來水，所處位置鄰近需要供水的地方。在西方國家，部份配水庫會以水塔的形式興建。在其他地區，配水庫則多數建於地底。而在香港，很多地底配水庫的上蓋都會地盡其用，興建公園、遊樂場或球場等康樂設施。
英國倫敦近郊的貴橡設有一個磚砌的配水庫，建於1901年至1909年，曾為全世界最大的配水庫 ，至今仍是全歐洲最大。